# Maria Gertrud Wieler

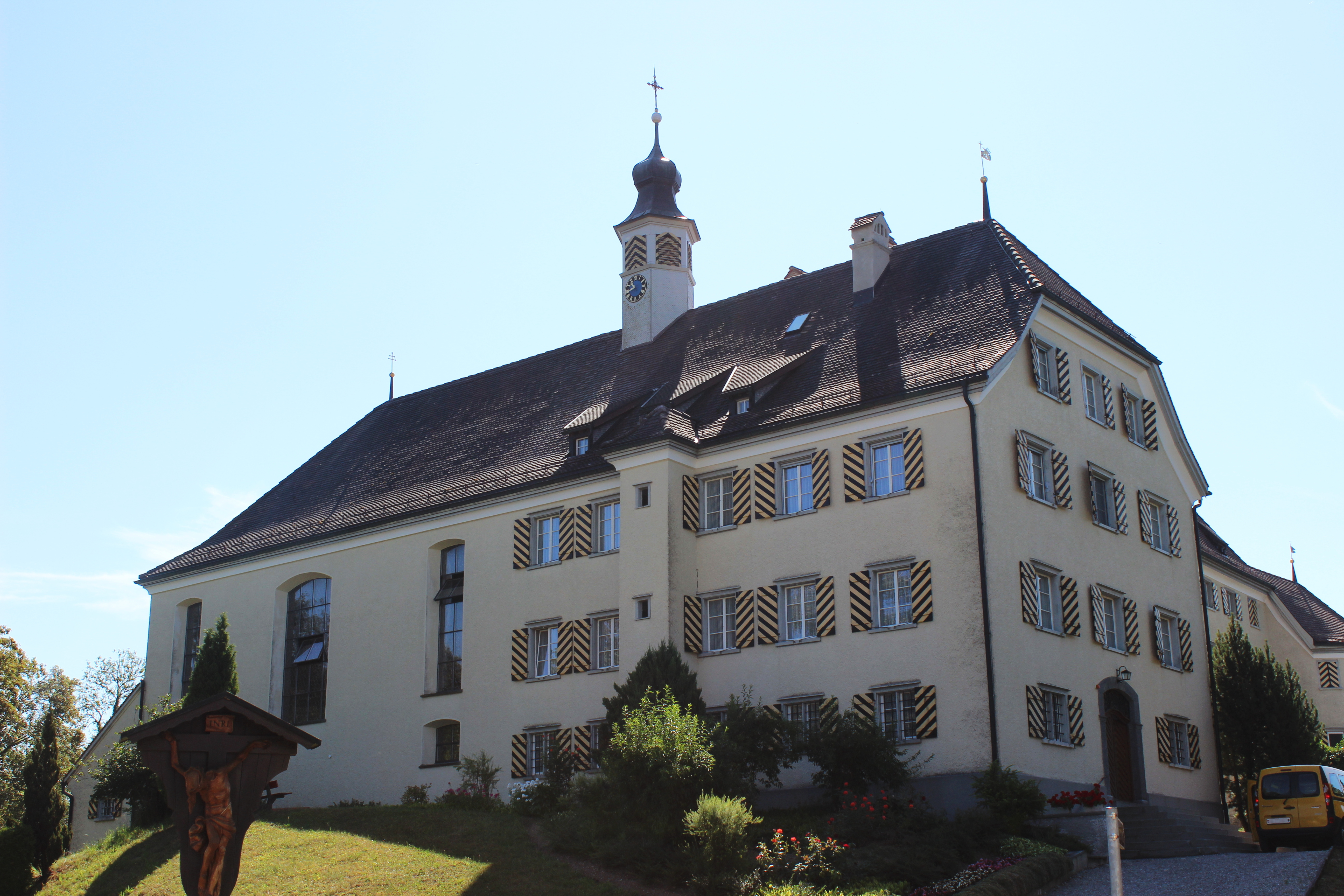
Kloster St. Gallenberg, 2018

Maria Gertrud Wieler (* 21. Februar 1735 in Wollmatingen; † 28. Januar 1806 in Oberbüren) war Priorin der Klöster Libingen und St. Gallenberg.

## Leben
Maria Gertrud Wieler war Tochter des Johannes Wieler und der Juliana Schmid.
Wieler trat 1757 in die 1754 gegründete Frauengemeinschaft Libingen ein. Sie legte 1762 ihre Profess nach der neu eingeführten Benediktsregel ab. Nach dem Tod von Maria Barbara von Saylern wurde sie 1772 Priorin des Klosters Libingen. Wie ihre Vorgängerin konnte sie die Gemeinschaft nach Innen und Aussen weiter stabilisieren. Zehn Jahre später wurde Maria Luitgardis Bachmann (1747–1815) zur Priorin gewählt, die im November 1784 zurücktrat.
Wieler verlegte 1781 den Konvent unter Fürstabt Angehrn ins Kloster St. Gallenberg auf der Glattburg, das sie als Priorin von 1784 bis zu ihrem Tod leitete. In der Zeit der Helvetik gelang es Wieler das Kloster «mit diplomatischem Geschick» vor der Aufhebung zu bewahren.

## Belege
1. 1 2 3  Markus Kaiser: Maria Gertrud Wieler. In: Historisches Lexikon der Schweiz.  29. Oktober 2013.

| Personendaten    | Personendaten                                   |
| ---------------- | ----------------------------------------------- |
| NAME             | Wieler, Maria Gertrud                           |
| ALTERNATIVNAMEN  | Wieler, Maria Franziska (Taufname)              |
| KURZBESCHREIBUNG | Priorin der Klöster Libingen und St. Gallenberg |
| GEBURTSDATUM     | 21. Februar 1735                                |
| GEBURTSORT       | Wollmatingen                                    |
| STERBEDATUM      | 28. Januar 1806                                 |
| STERBEORT        | Oberbüren                                       |